# Alexander Schmidt (Mathematiker)
Alexander Schmidt (* 5. Dezember 1965 in Berlin) ist ein deutscher Mathematiker, der sich mit Algebraischer Zahlentheorie und Algebraischer Geometrie befasst.
Schmidt besuchte die Heinrich-Hertz-Oberschule in Ostberlin, eine Spezialschule für Mathematik. 1984 erhielt er die Bronzemedaille auf der Internationalen Mathematikolympiade in Prag. Er studierte Mathematik an der Humboldt-Universität Berlin mit dem Diplomabschluss 1991. 1993 wurde er an der Universität Heidelberg bei Kay Wingberg promoviert (Positiv verzweigte Erweiterungen algebraischer Zahlkörper). Er war danach wissenschaftlicher Mitarbeiter und später Assistent am Lehrstuhl von Wingberg. Außerdem war er 2002 bis 2004 Heisenberg-Stipendiat. 2000 habilitierte er sich an der Universität Heidelberg (mit einer Arbeit über den Zusammenhang von algebraischer Zyklentheorie und höherdimensionaler Klassenkörpertheorie), war dort Privatdozent, 2001 Lehrstuhlvertreter an der Universität Köln und wurde 2004 Professor an der Universität Regensburg und ist heute Professor an der Universität Heidelberg.
Schmidt befasst sich mit algebraischer Zahlentheorie und ist mit Kay Wingberg und Jürgen Neukirch Verfasser eines Standardwerks über Galoiskohomologie in der algebraischen Zahlentheorie. Er besorgte auch 2011 die Neuauflage des Standardwerks zur Klassenkörpertheorie von Jürgen Neukirch und schrieb eine Einführung in die algebraische Zahlentheorie.
Von der algebraischen Zahlentheorie (die gleichsam den eindimensionalen Fall der Klassenkörpertheorie behandelt) ging er auch zu höherdimensionaler Klassenkörpertheorie über, wo er unter anderem mit Moritz Kerz zusammenarbeitete.

## Schriften
- Einführung in die Algebraische Zahlentheorie, Springer Verlag 2007
- mit Kay Wingberg, Jürgen Neukirch: Cohomology of number fields. Springer, Grundlehren der Mathematischen Wissenschaften, 2000, 2. Auflage, 2008, ISBN 978-3-540-37888-4
- Bearbeitung der Neuauflage von Jürgen Neukirch Klassenkörpertheorie, Springer Verlag 2011